# Luperus pygmacus
Luperus pygmacus là một loài bọ cánh cứng trong họ Chrysomelidae. Loài này được Joannis miêu tả khoa học năm 1866.